# 飯沼正明
飯沼 正明（いいぬま まさあき、1912年8月2日 - 1941年12月11日）は日本のパイロット。1937年純国産機、神風号によって東京-ロンドン間の飛行に成功した。

## 生涯
長野県南安曇郡南穂高村細萱（現・安曇野市）に、飯沼文五郎の五男として生まれた。飯沼家は庄屋も務めた豪農だった。3歳で母と死別し、以後祖母に育てられる。
1924年（大正13年）、長谷川清澄（豊科町出身で日本初の一等操縦士）がサルムソン 2Aに搭乗して各務原飛行場から松本市に飛行している途中に南穂高村上空で旋回飛行をおこなった光景を小学校の教室から目撃し、飛行機への憧れを抱く。
1931年（昭和6年）3月、旧制長野県松本中学（現・長野県松本深志高等学校）を卒業し、第11期逓信省陸軍委託航空機操縦生として所沢陸軍飛行学校に入学した。旧制高等学校に進学しなかった背景として、中学5年生時に父が死去したこと、不況により家産が減少したことなどが指摘されている。飛行学校では藤田雄蔵の指導を受けた。同年10月、最優秀の成績で卒業し二等飛行機操縦士、二等航空士の免許を受ける。11月より陸軍伍長任官、所沢陸軍飛行学校に勤務した。この時期には藤田の助手を務めた。翌年9月、試験に合格して一等操縦士となり、10月に朝日新聞社航空部に入社した。
1934年（昭和9年）には、大阪から京城（現・ソウル特別市）経由北平（現・北京市、着陸点は南苑飛行場）への初の航空便を担当した。
1935年（昭和10年）4月に台湾で起きた新竹・台中地震の時、塚越賢爾機関士と組んで台北 - 羽田間を10時間31分で飛行し、被災の模様を伝える原稿と写真を空輸した。翌1936年のベルリンオリンピック時には、ハルピンから記事原稿と写真を載せた単座機により大阪まで7時間28分で飛行している。
こうした業績を経て、亜欧連絡大飛行の飛行士に抜擢された。
1937年（昭和12年）4月6日午前2時12分4秒、英国王室戴冠式奉祝を兼ねて、塚越機関士とともに朝日新聞社の「神風号」に搭乗し立川飛行場を出発、村山貯水池の上空を祝賀飛行した後、午前2時55分に御前崎、午前3時8分に紀州半島を通過した後に、台北、ハノイ、ヴィエンチャン、カルカッタ、ジョドプール、カラチ、バスラ、バグダッド、アテネ、ローマ、パリの計11箇所を経由して、4月9日午後3時30分にロンドンのクロイドン飛行場に無事到着した。15357kmの距離を94時間17分56秒で飛行し、これは当時の世界新記録となった。ロンドン到着後、ベルギー・ドイツ・フランス・イタリアに親善飛行をおこない、ベルギーでは国王レオポルド3世、ドイツでは航空大臣のヘルマン・ゲーリング、フランスでは航空大臣のピエール・コット、イタリアでは国王ヴィットーリオ・エマヌエーレ3世やベニート・ムッソリーニといった要人と会見した。戴冠式後、5月14日にロンドンを出発し、21日に東京に帰着する。同年、朝日賞などを受賞した。一方、同年7月に日中戦争が勃発すると、朝日新聞社は保有する飛行機を軍が徴用することを提案、飯沼も偵察などの軍務に就いたのち、同年10月には海軍の嘱託として福岡と上海の軍用定期便を1年間担当した。この上海通いの間に上海のダンスホールでダンサーをしていた須藤知恵子と懇意になり、1939年に結婚する。
1940年の「皇紀2600年」を記念して朝日新聞社は東京 ‐ ニューヨーク間の親善飛行（A26プロジェクト）を企画し、飯沼は塚越とともにこれに参加した。1941年（昭和16年）に飛行の予定だったが、日米関係の悪化により同年秋に計画は中止された。
1941年には朝日新聞社航空部は軍関係の空輸が業務の8割を占めるようになり、飯沼も同年6月に陸軍航空本部嘱託となる。太平洋戦争開戦直前の12月4日に陸軍技師になり、一〇〇式司令部偵察機を羽田から東南アジアに空輸した。開戦の報はサイゴンの飛行場で知る。その後、サイゴン・プノンペン間での軍用連絡を担当した。開戦3日後の12月11日、プノンペンの飛行場で友軍機の事故に巻き込まれ死亡。死亡当時、日本では「名誉の戦死」として事実とは異なる死因が伝えられた。
1989年（平成元年）、飯沼の生家跡地に飯沼飛行士記念館が設立された。

## エピソード
1937年、フランス、パリ郊外のル・ブルジェ空港に立ち寄った飯沼飛行士を、当時パリで日刊の日本語新聞・日仏通信を発行していた彫刻家・高田博厚が取材している様子（淡徳三郎の背中でメモを取る高田の写真）が残されている。また、フランスのラジオ放送で飯沼飛行士が挨拶するフランス語の文章をカタカナにして提供し、立派に通じたという高田のインタビュー記事が、1957年発行の週刊朝日12月1日号に掲載されている。

## 著書
- 『航空随想』羽田書店、1937年